# Phlyctimantis leonardi
Phlyctimantis leonardi là một loài ếch thuộc họ Hyperoliidae.
Loài này có ở Cộng hòa Congo, Cộng hòa Dân chủ Congo, Guinea Xích Đạo, Gabon, và có thể cả Angola.
Môi trường sống tự nhiên của chúng là rừng ẩm vùng đất thấp nhiệt đới hoặc cận nhiệt đới, đồng cỏ nhiệt đới hoặc cận nhiệt đới vùng ngập nước hoặc lụt theo mùa, đầm nước ngọt có nước theo mùa, vườn nông thôn, và rừng trước đây suy thoái nghiêm trọng.
Chúng hiện đang bị đe dọa vì mất môi trường sống.

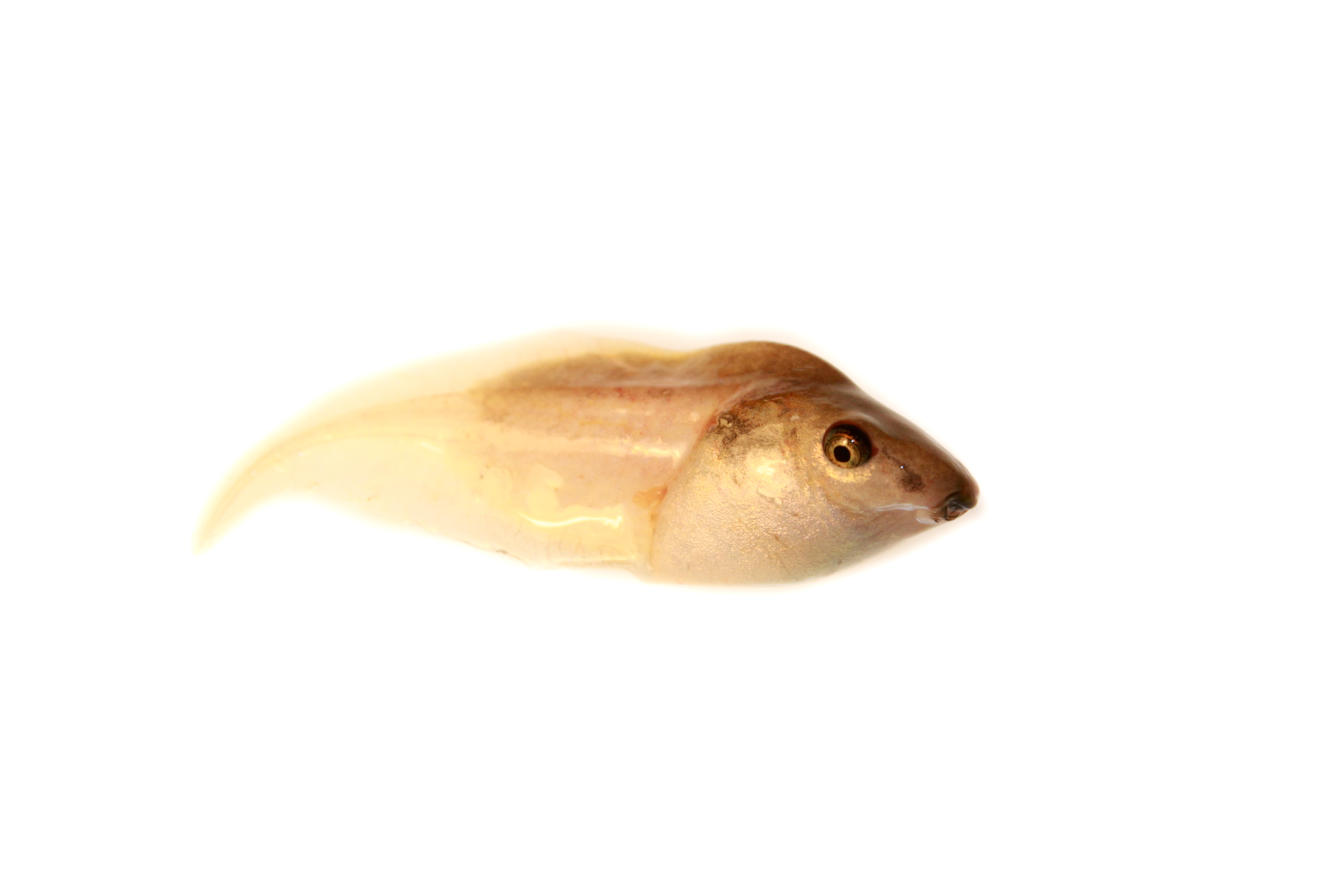
Tadpole
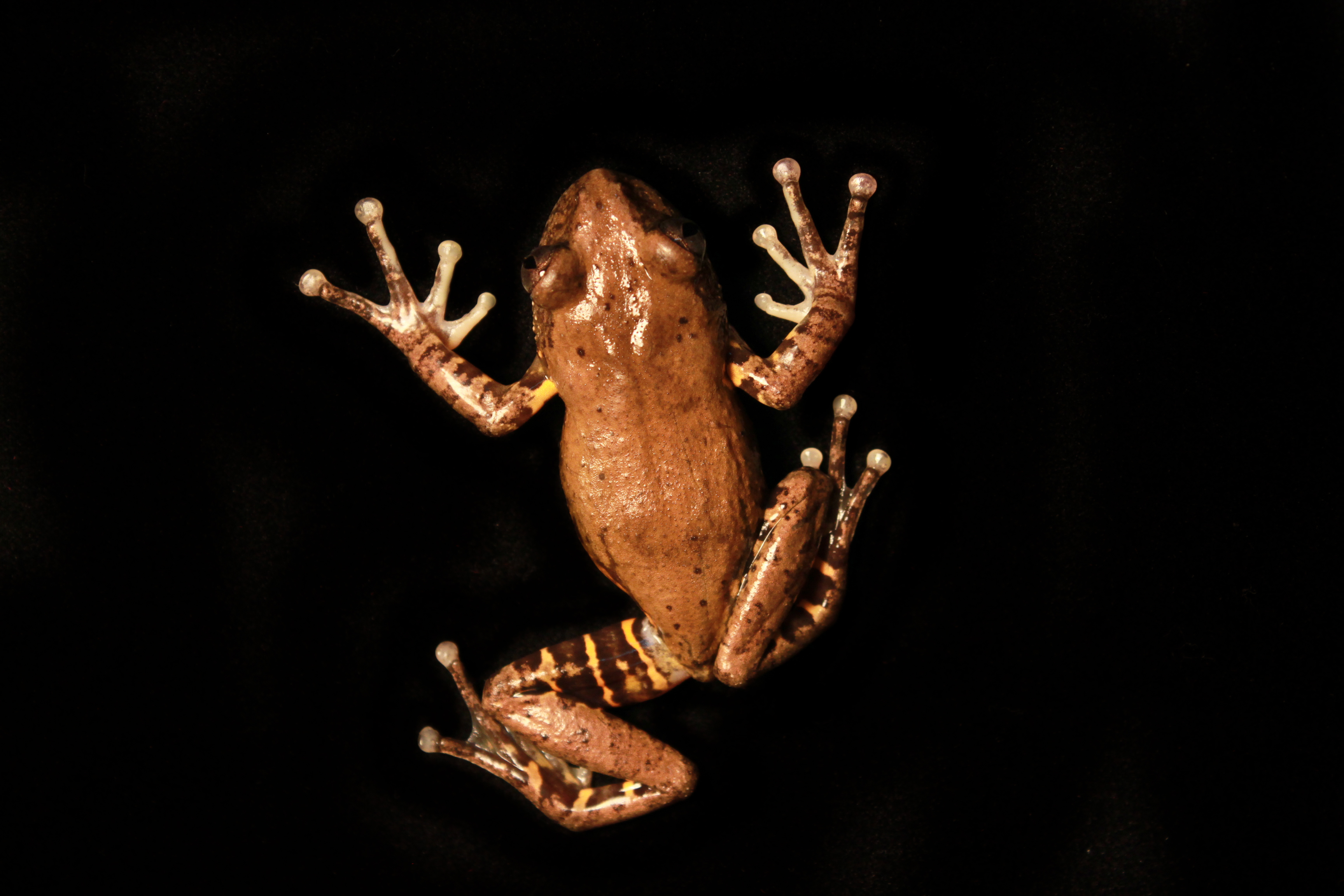
Dorsal view
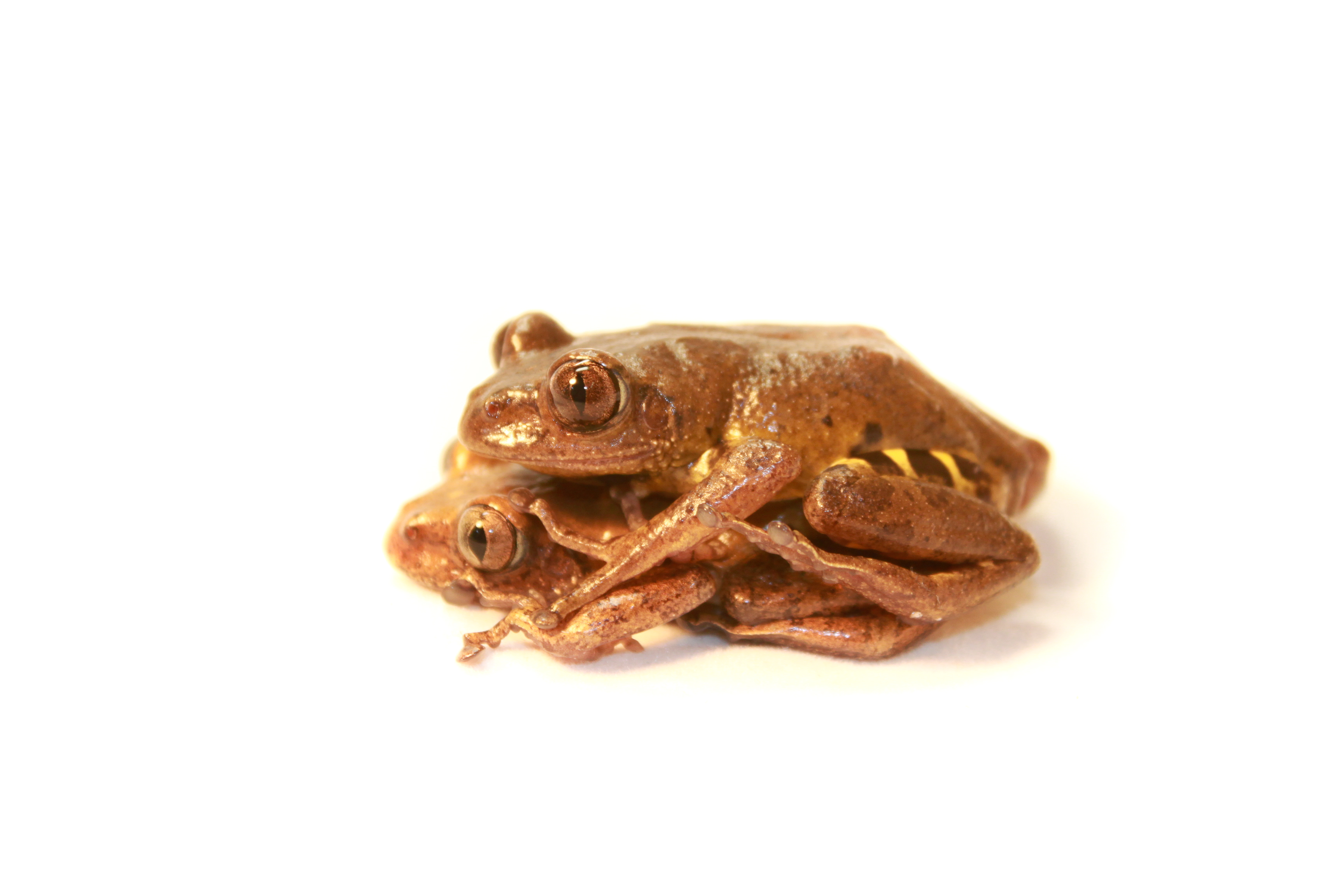
Mating